# El atrio de Cantuña
El atrio de Cantuña es una leyenda de la creencia popular de Ecuador. Esta habla de como un indígena finalizó la construcción de la Iglesia de San Francisco en una sola noche con ayuda del diablo, quien le ofreció a sus diablillos a cambio de su alma.

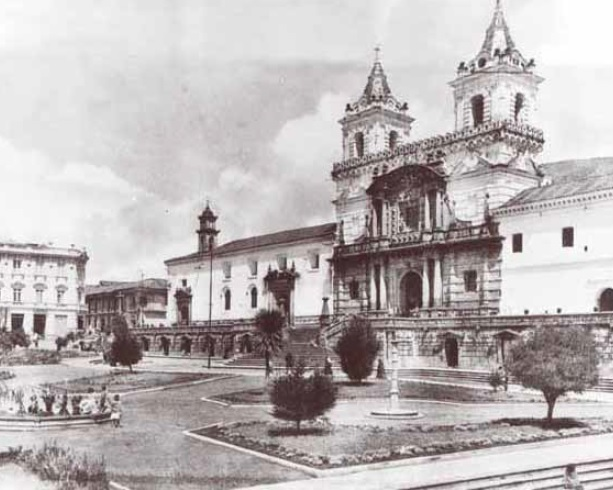
La Iglesia de San Francisco, lugar donde se desarrolla la trama de la leyenda.

Este cuento tradicional es popular tanto en la ciudad de Quito como en el resto de país, además de que, gran parte de la popularidad de la Iglesia de San Francisco es gracias a este. De hecho, la catedral tiene una pared con una piedra faltante, en honor a dicha leyenda. Fue reconocida como una de las leyendas populares más aterradoras de Ecuador por el periódico Metro Ecuador en la lista “Ojo con los diablos: Las leyendas más miedosas del Ecuador”.

«La leyenda de Cantuña es una de las más conocidas en el Ecuador. Pablo Boada lo comprobó durante una visita a una escuela, en Guayaquil. El investigador de la fundación Quito Eterno pidió a los niños que plasmaran en un dibujo una leyenda ecuatoriana. La mayoría escogió la del indígena quiteño que hace un pacto con el diablo para concluir la construcción de la iglesia de San Francisco, a cambio de su alma».
Nota del periódico El Comercio en el año 2011.

## Leyenda

### Versión popular

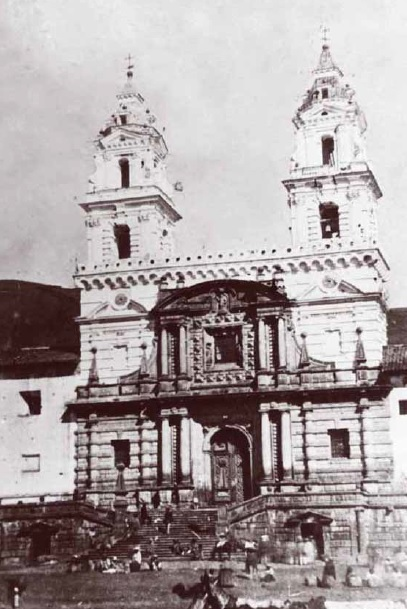
Iglesia de San Francisco en 1868.

Según la tradición, durante la colonización española en Quito —ciudad capital de Ecuador—, un indígena llamado Francisco Cantuña aceptó el trabajo —encargado por los padres franciscanos— de realizar la construcción de la Iglesia de San Francisco. La paga por dicho trabajo era buena, pero la condición para cobrar era que debía realizarse en menos de 6 meses.
Una noche antes de terminar dicho plazo y al ver que la obra no estaba terminada, Cantuña pactó con el diablo para que la obra culminase antes del amanecer, ofreciendo como pago su alma. El diablo aceptó y varios cientos de diablillos trabajaron en la obra sin descanso. Cantuña, al ver que los trabajadores del diablo eran muy veloces y que su alma estaría destinada a sufrir castigada en el infierno, decidió engañar a este, escondiendo la última piedra de la construcción. Cuando el diablo pensó que la construcción había finalizado, se acercó a Cantuña con el fin de reclamar su paga, pero el indígena le respondió: «El trato ha sido incumplido». Lucifer quedó asombrado por el engaño, y así Cantuña salvó su alma. El diablo, sintiéndose humillado, se refugió en el infierno.

### Variaciones del relato
El atrio de Cantuña tiene una extensa variedad de versiones. Hay una versión en la que el indígena Cantuña es hijo el general Inca Rumiñahui o de su teniente Hualca.. Existe una versión en la que directamente la piedra no es escondida, en cambio, Cantuña escribe sobre ella la frase «El que recoge esta piedra reconoce que Dios es mayor que él»..
En otra versión, escrita por Alfonso Barrera Valverde en la recopilación de cuentos titulada El país de Manuelito, a pesar de que el indígena había escondido la última piedra tan secretamente, Lucifer la descubre. Y en el momento que estaba dispuesto a colocar la piedra en su lugar, se fija en una gran inscripción en letras mayúsculas en latín que decía: "Contribución de Satanás para la gloria de Dios". 
A leer lo que había escrito el astuto indígena, el diablo, temiendo por su reputación y una expulsión segura del infierno, decide no colocarla, y acepta su derrota en el acto.